# Oscaria

Oscaria skopasta.

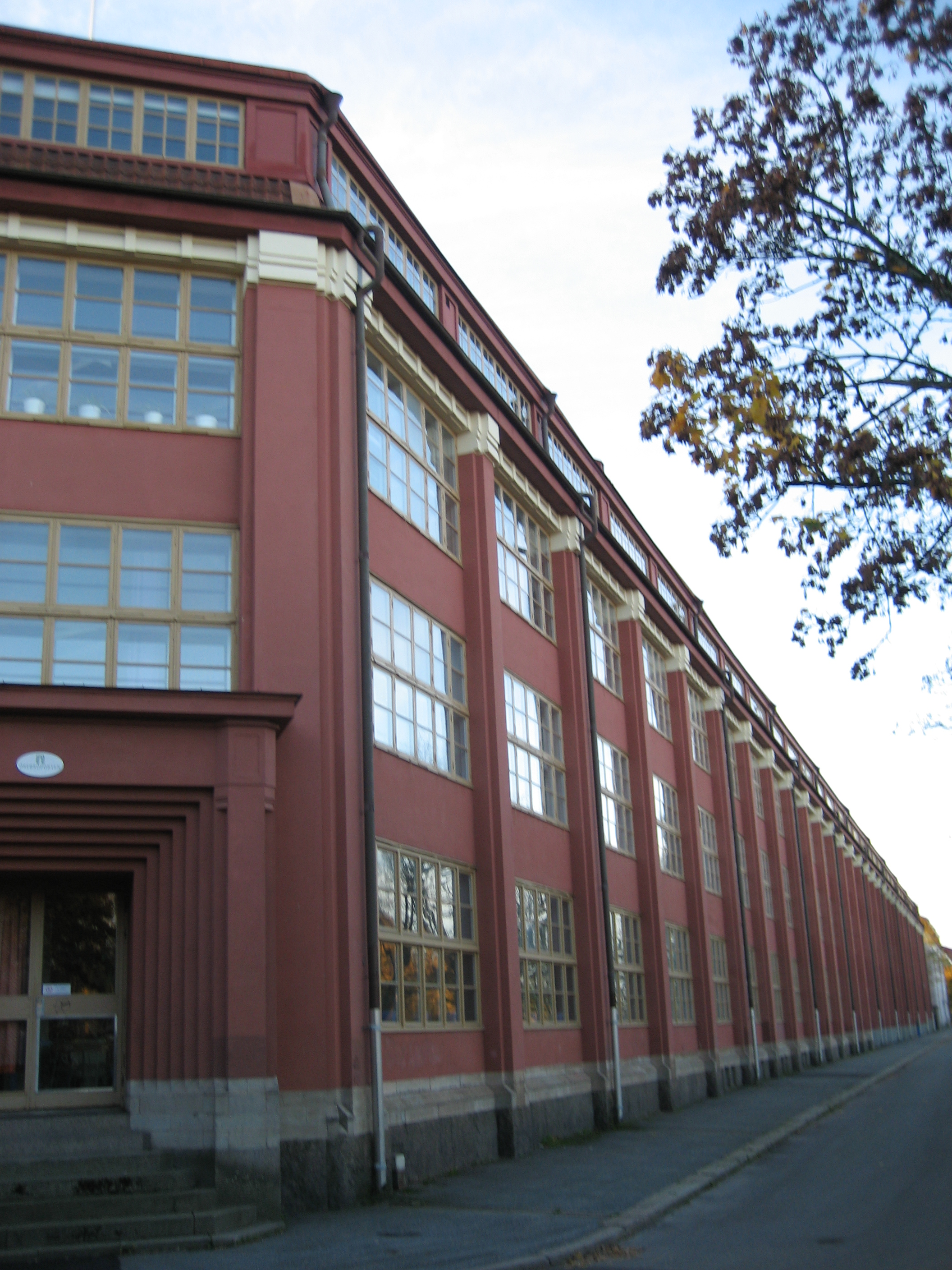
Oscariafabriken i Örebro från 1913.

Oscaria var en svensk skotillverkare som grundades av fabrikören Ernst Åqvist 1907. Åqvist hade sedan 1898 varit grosshandlare i läder och skodon i Stockholm. Mellan 1907 och 1914 var tillverkningen förlagd till Sundbyberg, men flyttades sedan till ett nybyggt hus i Örebro, ritat av arkitekt Vilhelm Renhult. Produktionen växte snabbt under början av 1900-talet, vilket ledde till att fabriken i Örebro fick byggas ut 1925 och 1938. Flera nya fabriker öppnades också runt om i Sverige och produkterna såldes i över 200 butiker.
1932 hade man omkring 470 anställda.
1968 togs tillverkningen över av den internationella tillverkaren Bata, som 1971 flyttade produktionen från Sverige till södra Europa. Varumärket Oscaria behölls dock och marknadsförs än idag.
Ernsts äldste bror Erik Åqvist grundade 1890 firma Carlsson & Åqvist AB som sysslade med grossisthandel med skor tillsammans med kompanjonen Frans August Carlsson, vilken lämnade firman 1902. Erik Åqvist hade 1894 varit aktiv i bildandet av Örebro första skohandel, men sysslade främst med detaljhandel. 1912 köpte han dock skofabriken Örnen. 1929 sålde han sin fabrik till brodern Ernst. Brodern Oscar med hustrun Ida startade 1899 Firma Oscar Åqvist i Borås; efter en tid i USA överflyttade han 1913 sin verksamhet till Örebro, där han bedrev grossisthandel med skor. 1960 övertogs Firma Oscar Åqvist av Carlsson & Åqvist.